# Chitinozoa

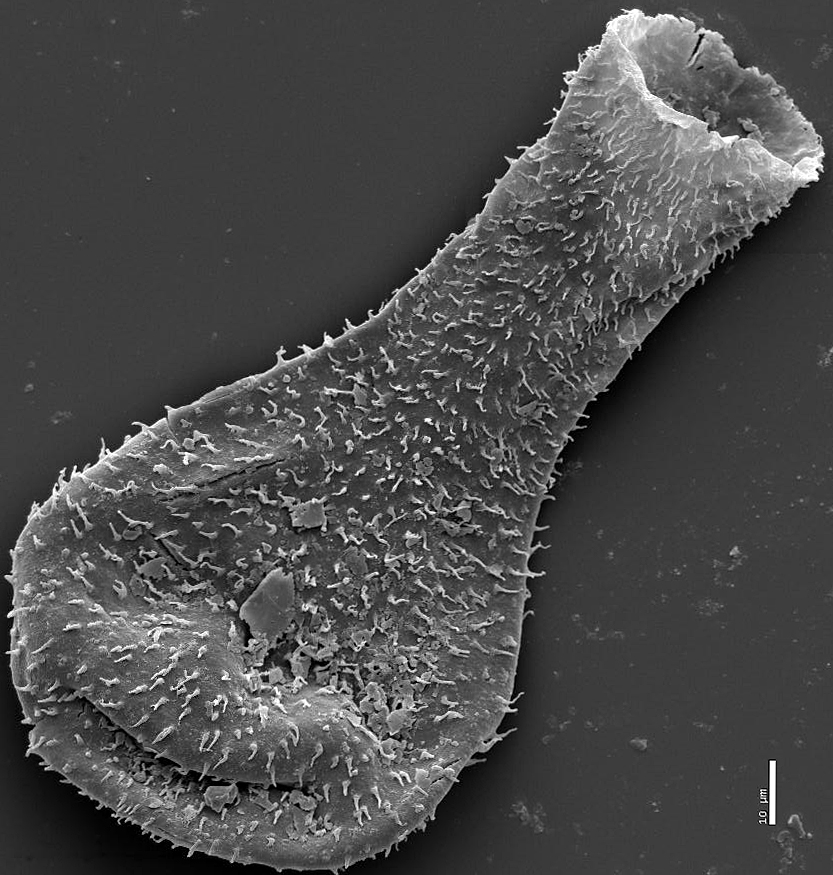
Chitinozoa

Chitinozoa zijn flesvormige mariene microfossielen met afmetingen tussen 50 en 2000 micrometer. In een gewone lichtmicroscoop zijn ze zwart en zo goed als opaak. De identificatie van de verschillende soorten gebeurt door middel van een elektronenmicroscoop aan de hand van de morfologie en oppervlaktestructuren. Chitinozoa worden gebruikt als gidsfossiel in de biostratigrafie van het Ordovicium, het Siluur en het Devoon. 
De eerste gedetailleerde beschrijving van chitinozoa werd gegeven door Alfred Eisenack in 1931.